# Reimerswaal
Reimerswaal este o comună în provincia Zeelanda, Țările de Jos. Comuna este numită după un oraș medieval care a fost distrus în urma unor inundații repetate și abandonat în 1632. 

## Localități componente
Bath, Hansweert, Krabbendijke, Kruiningen, Oostdijk, Rilland, Waarde, Yerseke.